# Cockney School
Cockney School (Cockneyschule) ist eine abwertende Bezeichnung für eine Gruppe von Dichtern und Schriftstellern im Umkreis des Dichters, Kritikers und Journalisten Leigh Hunt – Hunt selbst miteingeschlossen.
Die Bezeichnung wurde in einer Serie von Artikeln in Blackwood’s Edinburgh Magazine, die im Oktober 1817 ihren Anfang nahm, geprägt. Die Überschrift des ersten Artikels lautete On the Cockney School of Poetry (Über die Cockney Schule der Dichtung). Der Artikel erschien anonym und war mit ‚Z‘ gezeichnet. Dahinter stand der Journalist und Kritiker John Gibson Lockhart.
Die Artikelserie enthielt scharfe, herabsetzende Angriffe auf Leigh Hunt und die Dichter und Schriftsteller in seinem Umkreis, insbesondere auf William Hazlitt, John Keats, and Percy Bysshe Shelley und auf deren Werke. Mit der Kampagne wurde der Versuch unternommen, den Aktivitäten und der Arbeit der Gruppe jeglichen kulturellen Wert abzusprechen.
Der Begriff Cockney eignete sich in besonderer, publikumswirksamer Weise als Etikettierung der Gruppe um Hunt:
Zunächst einmal bezeichnet das Wort Cockney einen Einwohner Londons, genauer des East Ends, jemanden, der im Umkreis des Glockengeläuts der Kirche St Mary-le-Bow geboren wurde. Aus dem Mittelenglischen herrührend hatte es einen abwertenden Ton und meinte einen schwächlichen Stadtbewohner.
Anfang des 19. Jahrhunderts hatte es auch die Bedeutung eines verzärtelten Nesthäkchens, das im Mannesalter keine Mühen und Not ertragen konnte.
Durch die Verknüpfung der Gruppe mit einem konkreten Ort, der Stadt London, konstruierte Blackwoods’s einen einprägsamen Gegensatz zu den Lake Poets William Wordsworth, Samuel Taylor Coleridge und Robert Southey aus dem Lake District.
Der Anfang des 19. Jahrhunderts ist durch eine tiefe kulturelle Krise gekennzeichnet, in der die neoklassischen literarischen Werte und der „korrekte“ Geschmack direkt herausgefordert wurden durch die innovative Ausdrucksweise der Hunt-Gruppe. Ihre konservativen Kritiker stellten das Recht dieser Dichter dazu infrage. Sie griffen dabei argumentativ auf deren fehlende klassische Bildung oder auf einen Mangel an „gutem Geschmack“ zurück. Der Versuch, die Hunt-Gruppe als eine Verschwörung gegen die englische Hochkultur erscheinen zu lassen, verdeckte die Tatsache, dass es hier eigentlich um eine Debatte über dichterische Sprache ging, wobei die Sprache der Dichtung genauso zu einem Politikum wurde wie der Inhalt.
Der Stil der „Cockney“-Dichtung stellte die auf Klassenunterschieden beruhende Auffassung darüber infrage, was „korrekte“ Dichtung in „angemessener“ und „reiner“ Sprache sei – hier im Gegensatz zur angeblich unverschämten und gewöhnlichen Art städtischer Dichtung der arbeitenden oder handeltreibenden Bevölkerungsgruppen. Die Hunt-Gruppe ging davon aus, dass ihre Art „gewöhnlicher“ Dichtung in gleiche Höhen gelangen könne wie die traditionelle, „korrekte“ Dichtung.
Blackwood’s versuchte seine Leserschaft davon zu überzeugen, dass die Dichtung der „Cockneys“ im Grunde nur geistlos und eigenwillig war, und nicht Ausdruck einer neuen Sprach- und Dichtungskonzeption. Zur Ablenkung dienten auch Verweise auf Keats‘ angebliche sexuelle „Unanständigkeit“ oder Hunts „degenerierte“ Moral.
Blackwood’s behauptete u. a. auch, dass die städtischen „Cockneys“ keinen wahren Sinn für die Großartigkeit der Natur besäßen. Aus Sicht Hunts und der Dichter in seinem Umkreis gab es aber keinen Gegensatz zwischen den Dichtern der „Natur“ und den städtischen Dichtern, sondern nur den zwischen provinzlerischer Engstirnigkeit und urbaner Vision.
Hunt bestätigte, dass die jungen Dichter von den Lake Poets gelernt hätten, betonte aber gleichzeitig, dass sie nun darüber hinausgingen.
Mit der Veröffentlichung seines Gedichtbandes Foliage im März 1818 bekräftigte Hunt die Bedeutung der neuen Dichtungsformen gegenüber seinen Kritikern. Der Band enthält anschauliche Beispiele. Einzelne Gedichte nehmen sich des Alltäglichen in Hunts‘ Leben an, ein flüchtiger Blick über die Bücher im Empfangszimmer, der schlafende Sohn, eine lachende Mary Ann Lamb, die sich Schnee von ihrem Mantel schüttelt.
Dazu kommen Gedichte, die sich seinen Freunden widmen, und die sie als Quelle dichterischer Inspiration beschreiben – womit Hunt seine Auffassung von der Bedeutung der Gemeinschaft von Freunden betonte. Freundschaft besaß für ihn eine moralische, ästhetische und politische Funktion. Damit stellte er sich auch gegen die Vorstellung, dass die dichterische Schöpferkraft nur aus der Einsamkeit und dem individuellen Genius des Dichters erwächst.
Hunt sah die dichterische Inspiration genauso im normalen, konkreten, alltäglichen Leben, im Kaminfeuer oder in den Feldern Hampsteads, und nicht nur in den Ausblicken des Lake Districts, die nur denen offenstanden, die reich genug waren, um zu reisen. Die Gedichte in Foliage repräsentieren auf diese Weise Dichtung als demokratische Unternehmung.
Die feindseligen Angriffe auf die Gruppe um Hunt galten – zusammengefasst – den sozialen, sexuellen, stilistischen und ideologischen Aspekten ihres dichterischen Projekts.
Ein Hauptangriffspunkt von Seiten des Blackwood’s Edinburgh Magazine war die Schichtenzugehörigkeit (Mittelschicht) der meisten der Dichter des Hunt-Kreises und deren Mangel an klassischer Bildung. Besonders John Keats hatte darunter zu leiden. Sein ursprünglicher Beruf war Arzt und Apotheker. Eine vernichtende Kritik Lockharts über Keats‘ Endymion war angefüllt mit Klassenvorurteilen, und Lockhart versuchte, Keats aufgrund seines früheren Berufes lächerlich zu machen.
Der adlige Shelley hingegen wurde von Lockhart differenziert behandelt. Er pries Shelley, der eine klassische Bildung besaß, in Bezug auf seine dichterischen Fähigkeiten als Genie, und hob ihn in dieser Hinsicht deutlich von der Cockney School ab, befand aber gleichzeitig Shelleys radikale politischen und philosophischen Positionen für verachtenswert.
Leigh Hunt war zusammen mit seinem Bruder John Herausgeber der regierungskritischen, reformorientierten Zeitschrift The Examiner. Dort hatte Hunt im Dezember 1816 einen Artikel mit dem Titel Young Poets (Junge Dichter) veröffentlicht, in dem er Shelley, Keats und John Hamilton Reynolds der Leserschaft vorstellte und sie lobend als eine „neue Schule“ beschrieb, die im Aufstieg war, und die die vorherrschende Dichtungsart beseitigen würde.
Blackwood’s Artikelserie kann als Gegenreaktion zu diesem Artikel und als Gegenangriff auf den Hunt-Kreis verstanden werden. Dahinter stand die Befürchtung, dass diese Gruppe zunehmend an kultureller Autorität gewinnen könnte.
Hinzu kam die Tatsache, dass es eine größere Anzahl von Zeitschriften gab, die untereinander in Konkurrenz standen. Neben dem Examiner gab es z. B. noch den liberalen Edinburgh Review und die konservativen Blackwood’s Edinburgh Magazine und The Quarterly. Es war ein Kampf um Marktanteile entstanden, in dem es auch auf publikumswirksame, die Leserschaft erweiternde Artikel und Rezensionen ankam. Die Zeitschriften besaßen eine große Machtstellung, wenn es darum ging, ob ein Dichter oder Schriftsteller erfolgreich war oder nicht.